# Menzingen ZG
| ZG ist das Kürzel für den Kanton Zug in der Schweiz. Es wird verwendet, um Verwechslungen mit anderen Einträgen des Namens Menzingen zu vermeiden. |

Menzingen ist eine politische Gemeinde des Kantons Zug in der Schweiz. Sie entstand in der heutigen Form 1848, als von der «Gemeinde am Berg» – wie sie damals üblicherweise genannt wurde – das Gebiet der Gemeinde Neuheim abgetrennt wurde.

## Geographie
Menzingen liegt in der hügeligen Landschaft im nordöstlichen Teil des Kantons Zug und grenzt an den Kanton Zürich. Die Gemeinde besteht aus den drei Ortschaften Edlibach, Finstersee und Menzingen.
Von der Gemeindefläche sind (2013/2018; Bundesamt für Statistik, Arealstatistik) 61,7 % landwirtschaftliche Nutzfläche, 28,6 % Wald und Gehölz, 8,3 % Siedlungsfläche und 1,3 % unproduktive Flächen. Nachbargemeinden sind Neuheim ZG im Norden, Horgen im Kanton Zürich im Nordosten, Wädenswil im Kanton Zürich im Osten, Oberägeri im Südosten und Süden, Unterägeri im Süden sowie Baar ZG im Westen.

## Geschichte

Menzingen, historisches Luftbild vom 9. Juni 1948, aufgenommen von Werner Friedli

Menzingen wird um 1060 als Mentzenheim erstmals im Liber Heremi urkundlich erwähnt, als Graf Ulrich von Kiburg während der Amtszeit von Abt Hermann (1051–1065), eine Hube dem Kloster Einsiedeln übergab. Dieser Ortsname wird gemäss Professor Paul Kläui vermutlich ein Schreibfehler sein, denn bei der bekannten Abschrift von Aegidius Tschudi findet sich die Anmerkung «forte Mentzingen - Zugerbiet» (Vielleicht Menzingen im Zugerbiet).
Als «Mêincingin» wurde es 1217/22 erstmals urkundlich erwähnt. In denselben Zeitraum fallen auch andere erstmaligen Erwähnungen von Ortsnamen auf dem Gemeindegebiet, sieben zwischen 1200 und 1250 und weitere sechs zwischen 1250 und 1300.
Die alemannische Siedlungsform mit zahlreichen Einzelhöfen ist bis heute zu erkennen. Der Ort gehört zu den altfreien Gemeinden des Amtes Zug.
1480 wurde Menzingen eine eigene Pfarrei; zuvor war die Schönbrunn-Kapelle das Gotteshaus für die Berggemeinde gewesen. Aus dieser Zeit stammen das gotische Rippengewölbe im Chor der Kirche und die St. Anna-Kapelle. Beim Bau der heutigen Kirche (1620–1637) wurden der prunkvolle Hochaltar und das reich geschnitzte Portal geschaffen. Spätbarock und Klassizismus prägen das Deckengemälde und die farbigen Stuckaturen.
Denn drei äusseren Landgemeinden brachte der Libellstreit von 1604 die politische Selbständigkeit. Das führte dazu, dass man in Menzingen 1611 ein Rathaus erbaute. Das Haus wurde 1900 verkauft und steht als Wirtschaft zum Rössli an der Hauptstrasse 5 noch heute.
1821 gründeten 37 Handwerker den Brüderlichen Verein der achtbaren Meister von Menzingen. Die Meisterschaft Menzingen nahm sich der Ausbildung der Gesellen an und gründete später eine Schule und eine Krankenkasse. Sie ist seither neben den Zünften in der Stadt Zug die einzige Handwerkerbruderschaft im Kanton Zug. Heute pflegt sie in erster Linie das gesellige Leben, besonders am Meisterschaftstag in der Fasnachtszeit. Traditionell finden eine Tagwache, ein Kinderball mit Bescherung und ein abendlicher Meisterschaftsball statt.
Im Zusammenhang mit dem Streit um die Verteilung des sogenannte Wiener Kongressgeld kam es 1823 dazu, dass die Gemeinde den Austritt aus dem Kantonsverband erklärte.
Im Jahr 1835 wurde oberhalb Finstersee in Greit im Steigholz am Höhronen, ein Kohlelager entdeckt. Trotz geringer Mächtigkeit der Flötze wurden an mehreren Stellen in der Gegend hochwertige Braunkohle gefördert. Infolge der schwierigen Verhältnissen war wenig Ertrag zu erwirtschaften, sodass der letzte Betrieb 1860 die Förderung eingestellte. Während den beiden Weltkriegen wurde die Förderung wieder aufgenommen.
Im Jahr 1844 kam es zur Gründung der Kongregation der Schwestern vom Heiligen Kreuz, die als Menzinger Schwestern bekannt wurden und heute weltweit tätig sind. Sie führten auch das Lehrerinnenseminar Bernarda in Menzingen, welches 2006 geschlossen wurde.
Die während des Sonderbundskrieges offen zutage getretene Unzufriedenheit der Bewohner von Neuheim, das seit dem Hochmittelalter zur Kirchgemeinde Menzingen gehörte, führte zur Abtrennung der Gemeinde Neuheim, die 1848 vollzogen wurde.

## Politik

### Gemeinderat
Der Gemeinderat Menzingen besteht aus fünf Mitgliedern und ist wie folgt aufgestellt (Stand September 2023):
- Andreas Etter (Die Mitte): Gemeindepräsident; Abteilung Finanzen
- Susan Staub (Die Mitte): Abteilung Soziales- und Gesundheit
- Isabelle Menzi (Die Mitte): Abteilung Bildung
- Karl Meienberg (SVP): Abteilung Zentrale Dienste
- Christian Ehrbar (FDP): Abteilung Bau

Gemeindeschreiber ist der parteilose Fabian Arnet.

### Kantonsratswahlen
Wähleranteile in Menzingen bei den Kantonsratswahlen 2022 des Kantons Zug: SVP 34,56 %, Die Mitte 25,73 %, FDP 20,61 %, Alternative Liste Grüne (ALG); auf Bundesebene Teil der GPS 10,36 %, glp 5,22 % und SP 3,52 %.

### Nationalratswahlen
Bei den Schweizer Parlamentswahlen 2019 betrugen die Wähleranteile in Menzingen: SVP 32,8 %, CVP 31,9 %, GPS 16,3 %, FDP 9,4 %, SP 5,0 % und glp 3,5 %.

## Bevölkerung
Bei den Zählungen 1798, 1817, 1830 und 1836 waren die heutigen Gemeinden Menzingen und Neuheim noch eine Einheit. Die Zahlen sind deshalb nur zwischen 1749 und 1768 und ab 1847 aussagekräftig. Die Bevölkerungszahl der Gemeinde wuchs zwischen 1749 und 1847 (1749–1847: +73,5 %). Danach stagnierte sie bis 1888 (1847–1888: −0,7 %). Die nachfolgende Wachstumsphase zwischen 1888 und 1920 führte zu einer deutlich höheren Einwohnerschaft (1888–1920: +25,8 %). Zwei weiter Wachstumsschübe zwischen 1941 und 1950 sowie zwischen 1980 und liessen die Bevölkerung weiter wachsen (1941–2000: +53,8 %). Somit hat sich die Einwohnerzahl seit 1749 mehr als verdreifacht (1749–2022: +243,1 %). Dies ist typisch für den Kanton Zug, der wegen der tiefen Steuern und der Nähe zu Zürich in den Jahren seit 1945 ein enormes Bevölkerungswachstum erlebt.
Quellen: Volkszählungen in der Schweiz vor 1850; Bevölkerungsentwicklung der Gemeinden 1850–2000; 2010 ESPOP, 2020 STATPOP

### Sprachen
Die Alltagssprache ist Schweizerdeutsch, eine hochalemannische Mundart. Hinzu kommen Sprachen der Zugewanderten aus anderen Sprachgebieten der Schweiz und dem Ausland.

### Religionen – Konfessionen
In Menzingen liegt das Generalhaus der Priesterbruderschaft St. Pius X. und das Institut der Schwestern vom Heiligen Kreuz (Menzinger Schwestern).
In früheren Zeiten war die gesamte Bevölkerung Mitglied der römisch-katholischen Kirche. Von den 2'112 Einwohnern im Jahr 1850 waren 2'077 oder 98,34 % katholische und 35 oder 1,66 % reformierte Christen. Bei der letzten klassischen Volkszählung im Jahr 2000 waren von den 4'495 Bewohnern 3'165 oder 70,41 % katholische und 502 oder 11,17 % reformierte Christen. Daneben gab es 240 Muslime und 88 orthodoxe Christen. Bereits 226 Personen waren konfessionslos und 189 Menschen machten keine Angaben zu ihrer Konfession.
Die beiden Landeskirchen verlieren rasant Mitglieder. Im Jahr 2022 gehörten (laut Berechnungen des Bundesamts für Statistik) nur noch 53,6 % der Bevölkerung zur Katholischen Kirche und 10,9 % zur Evangelisch-Reformierten Landeskirche. Die Zahl der Konfessionslosen und Muslime ist seit der letzten klassischen Volkszählung 2000 stark gewachsen. Zusammen mit Christen ausserhalb der Landeskirchen, nichtchristlichen Glaubensgemeinschaften und Konfessionslosen stellen sie 35,5 % der Einwohnerschaft.

### Herkunft – Nationalität
Von den Ende 2022 4'615 Personen waren 3'629 Schweizer Staatsangehörige und 986 (21,37 %) Menschen anderer Staatsangehörigkeit. Die grössten Zuwanderergruppen kommen aus Deutschland (205 Menschen), Italien (91), dem Vereinigten Königreich (50), Portugal (46), Frankreich (40), dem Kosova/Kosovo (38), Eritrea (37) und der Türkei (33).

### Altersstruktur
Die Gemeinde zählt einen hohen Anteil an Leuten im mittleren Alter. Während der Anteil der Personen unter zwanzig Jahren 18,61 % der Ortsbevölkerung ausmacht, sind 20,74 % Senioren (65 Jahre und älter). Die grösste Altersgruppe stellen die Personen zwischen 45 und 59 Jahren. Grund dafür ist die Alterung der Generation der Babyboomer (Jahrgänge bis 1965). Auf 100 Leute im arbeitsfähigen Alter (20–64 Jahre; 2'799 Personen) entfallen 31 Junge (859 Personen) und 34 Menschen (957 Personen) im Pensionsalter.
Die aktuelle Altersverteilung zeigt folgende Tabelle:
| Alter                                                             | 0–6 Jahre | 7–15 Jahre | 16–19 Jahre | 20–29 Jahre | 30–44 Jahre | 45–59 Jahre | 60–79 Jahre | 80 Jahre und mehr | Einwohner |
| Anzahl                                                            | 292       | 380        | 187         | 515         | 831         | 1'123       | 962         | 325               | 4'615     |
| Anteil                                                            | 6,33 %    | 8,23 %     | 4,05 %      | 11,16 %     | 18,01 %     | 24,33 %     | 20,85 %     | 7,04 %            | 100 %     |
| Quelle: Bundesamt für Statistik, Bevölkerung nach Alter Ende 2022 |           |            |             |             |             |             |             |                   |           |

## Bildung
Die Gemeinde Menzingen verfügt auf Stufe Zyklus 1 (Kindergarten, 1. und 2. Primarschulklasse) über die Schulhäuser Eu, Marianum, Sonnengrund und Sonnhalde, auf Stufe Zyklus 2 (Mittelstufe I und II; 3. bis 6. Primarschulklasse) über die Schulhäuser Dorf, Finstersee, Ochsenmatt 1 und Ochsenmatt 3 und auf Stufe Zyklus 3 (Sekundarschule) über die Schulhäuser Ochsenmatt 1 und Ochsenmatt 2.
Seit 2002 ist Menzingen Sitz der Kantonsschule Menzingen (KSM).

### Lernende mit Schulort Menzingen
In die obligatorischen Bildungsstufen gehen:
| Schuljahr (2022/2023)                | Kindergarten | Primarschule | Sekundarstufe I | Gesamthaft |
| ------------------------------------ | ------------ | ------------ | --------------- | ---------- |
| Abteilungen                          | 5            | 13           | 6               | 24         |
| Lernende                             | 90           | 243          | 93              | 426        |
| Quelle: Fachstelle für Statistik Zug |              |              |                 |            |

In die Kantonale Mittelschule Menzingen (KSM) gehen:
| Schuljahr (2022/2023)                | Kurzzeitgymnasium | Langzeitgymnasium | Gesamthaft |
| ------------------------------------ | ----------------- | ----------------- | ---------- |
| Abteilungen                          | 16                | 12                | 28         |
| Lernende                             | 302               | 241               | 543        |
| Quelle: Fachstelle für Statistik Zug |                   |                   |            |

## Wirtschaft
Landwirtschaft und Handwerk waren lange die Hauptwirtschaftszweige. Im 19. Jahrhundert kamen wenige Industriebetriebe hinzu. Nach dem Zweiten Weltkrieg wuchs der Sektor 3 (Dienstleistungsunternehmen) immer stärker. Die Mehrheit der Beschäftigten arbeitete 2021 in Dienstleistungsunternehmen (Sektor 3). Danach folgte der Bereich Industrie und Gewerbe (Sektor 2). Der bis ins 19. Jahrhundert dominierende Bereich Landwirtschaft/Forstwirtschaft/Fischerei (Sektor 1) hat nur noch untergeordnete Bedeutung. Die Zahlen für die drei Sektoren sehen wie folgt aus:
|                                          | 1. Sektor | 1. Sektor    | 1. Sektor         | 2. Sektor | 2. Sektor    | 2. Sektor         | 3. Sektor | 3. Sektor    | 3. Sektor         | Total    | Total        | Total             |
|                                          | Betriebe  | Beschäftigte | Vollzeit- stellen | Betriebe  | Beschäftigte | Vollzeit- stellen | Betriebe  | Beschäftigte | Vollzeit- stellen | Betriebe | Beschäftigte | Vollzeit- stellen |
| Anzahl                                   | 96        | 246          | 154               | 51        | 193          | 160               | 254       | 1'329        | 882               | 401      | 1'768        | 1'196             |
| Anteil                                   | 23,94 %   | 13,91 %      | 12,88 %           | 12,72 %   | 10,92 %      | 13,38 %           | 63,34 %   | 75,17 %      | 73,75 %           | 100 %    | 100 %        | 100 %             |
| Quelle: Bundesamt für Statistik, STATENT |           |              |                   |           |              |                   |           |              |                   |          |              |                   |

Die Anzahl der männlichen übersteigt die Anzahl der weiblichen Beschäftigten deutlich. Der Grund dafür ist die höhere Erwerbsquote unter den Männern. Eine klar überwiegende Mehrheit der Teilzeitarbeitsverhältnisse werden von Frauen besetzt.
|                                          | 1. Sektor    | 1. Sektor         | 2. Sektor    | 2. Sektor         | 3. Sektor    | 3. Sektor         | Total        | Total             |
|                                          | Beschäftigte | Vollzeit- stellen | Beschäftigte | Vollzeit- stellen | Beschäftigte | Vollzeit- stellen | Beschäftigte | Vollzeit- stellen |
| Frauen                                   | 87           | 41                | 44           | 26                | 757          | 445               | 888          | 511               |
| Männer                                   | 159          | 113               | 149          | 134               | 572          | 437               | 880          | 684               |
| Quelle: Bundesamt für Statistik, STATENT |              |                   |              |                   |              |                   |              |                   |

## Sehenswürdigkeiten
In der Gemeinde stehen sehenswerte Zuger Häuser.
- Auf dem Gubel steht das Kapuzinerinnenkloster Maria-Hilf mit einer Wallfahrtskapelle aus dem Rokoko.
- Die etwas östlich des Dorfes liegende Wallfahrtskapelle St. Wendelin wurde 1597 erbaut.
- Unter dem Namen Bad Schönbrunn bestand ab 1858 ein Kurhaus bei Edlibach. Das Kurhaus wurde 1968–1970 durch einen modernen Bau ersetzt und beherbergt seitdem ein Bildungshaus, das seit 1993 unter dem Namen Lassalle-Haus auftritt.
- Institut der Schwestern vom Heiligen Kreuz.[25]

## Bilder

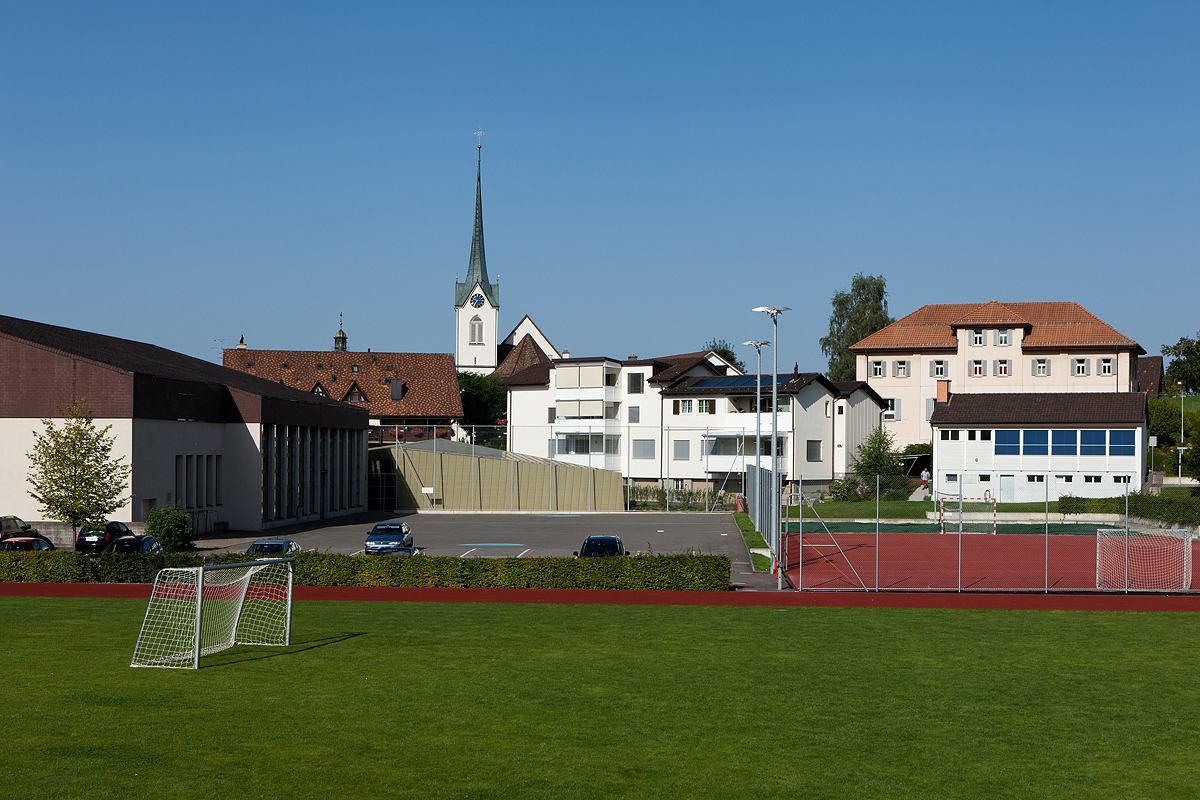
Zentrum beim Schulhaus
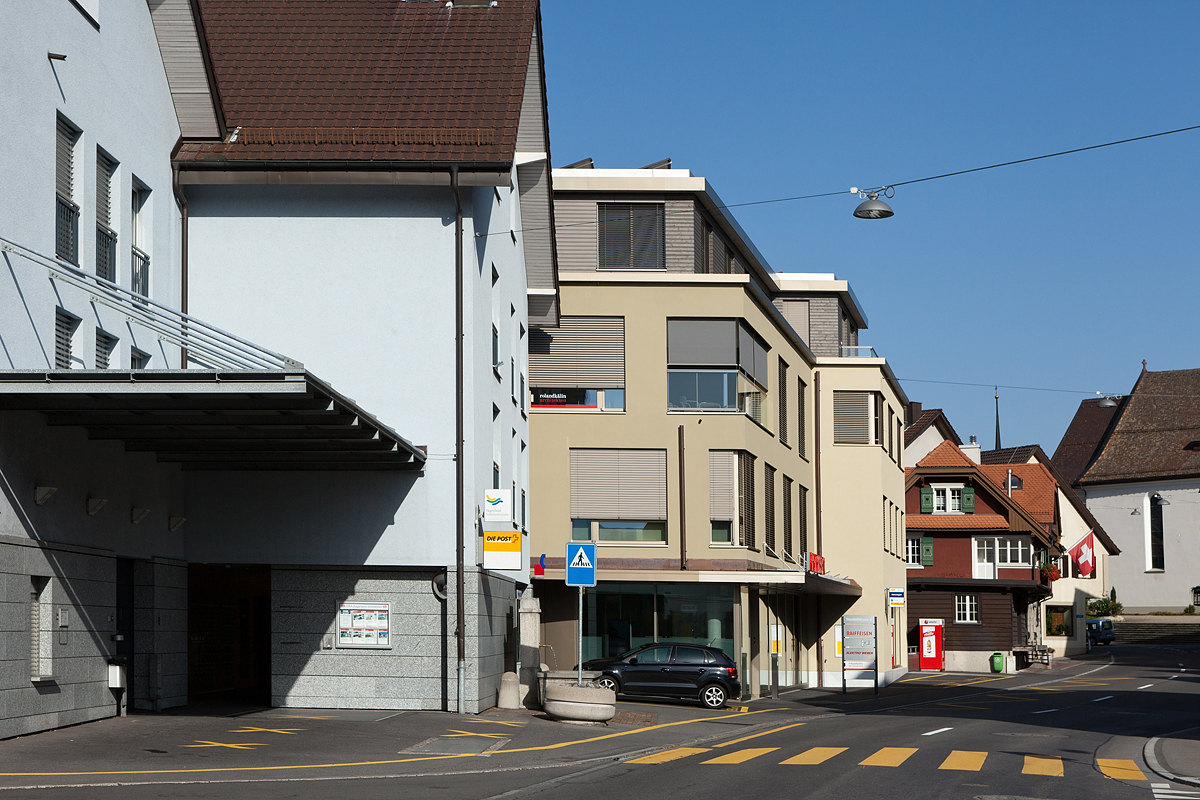
Neudorfstrasse mit Post
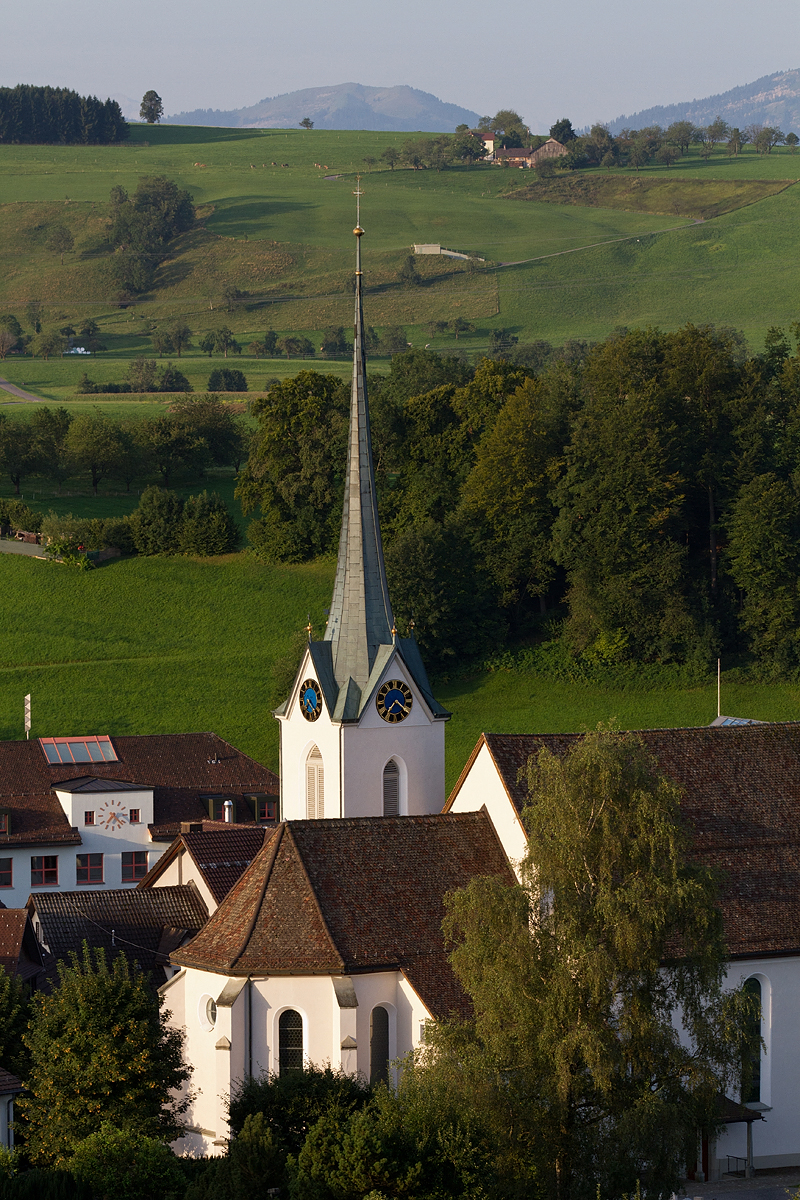
Kirche
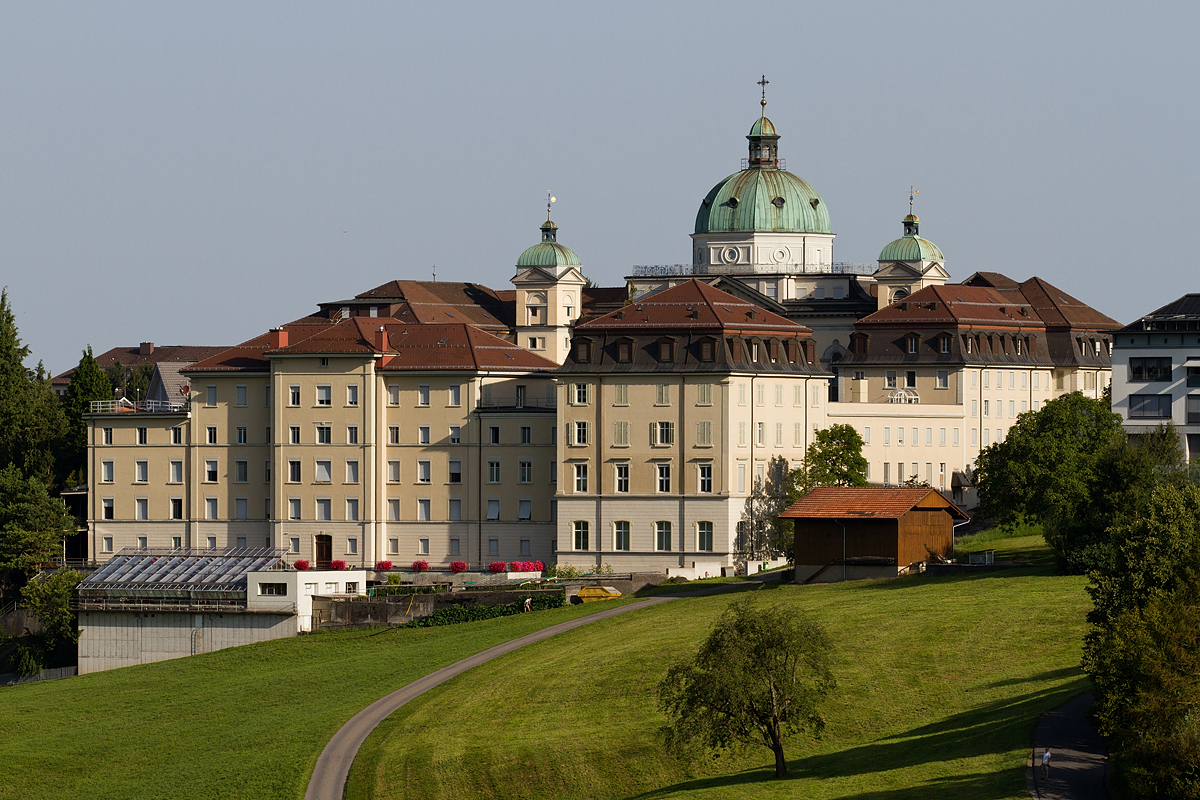
Institut der Schwestern vom Heiligen Kreuz
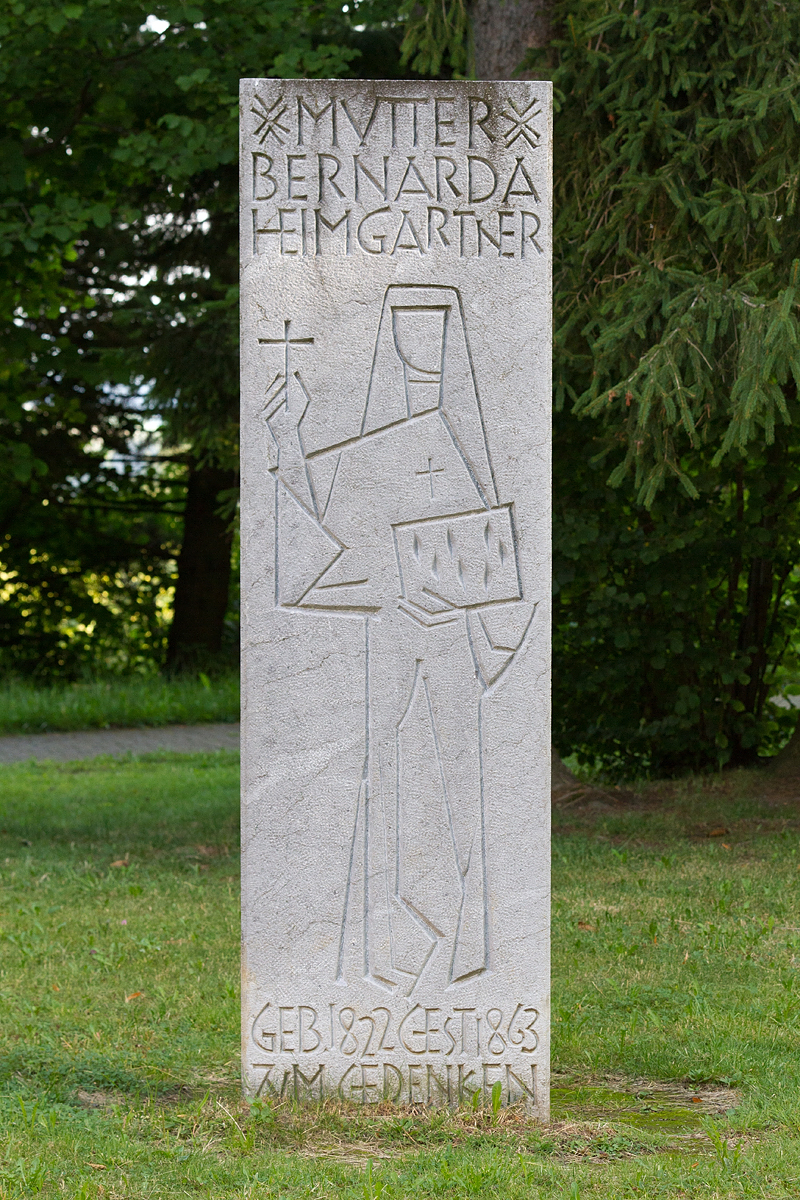
Gedenkstein Mutter Bernarda Heimgartner
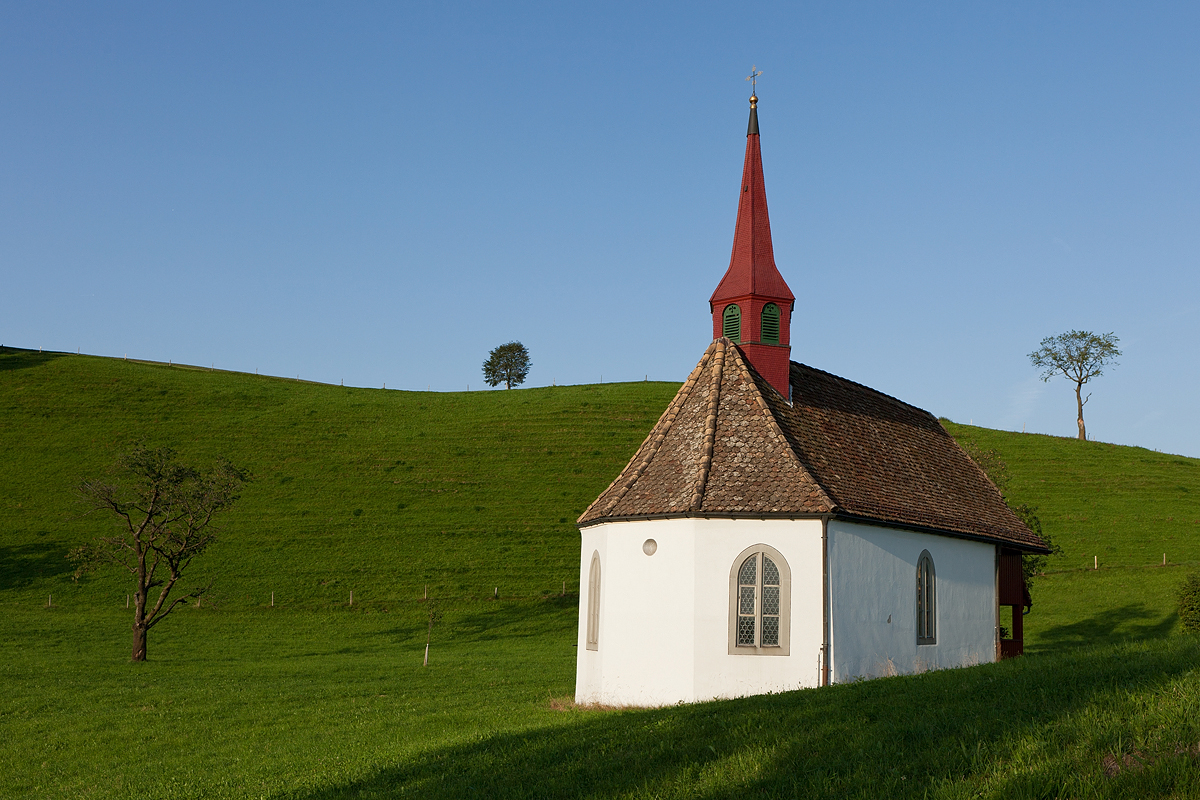
Kapelle St. Wendelin
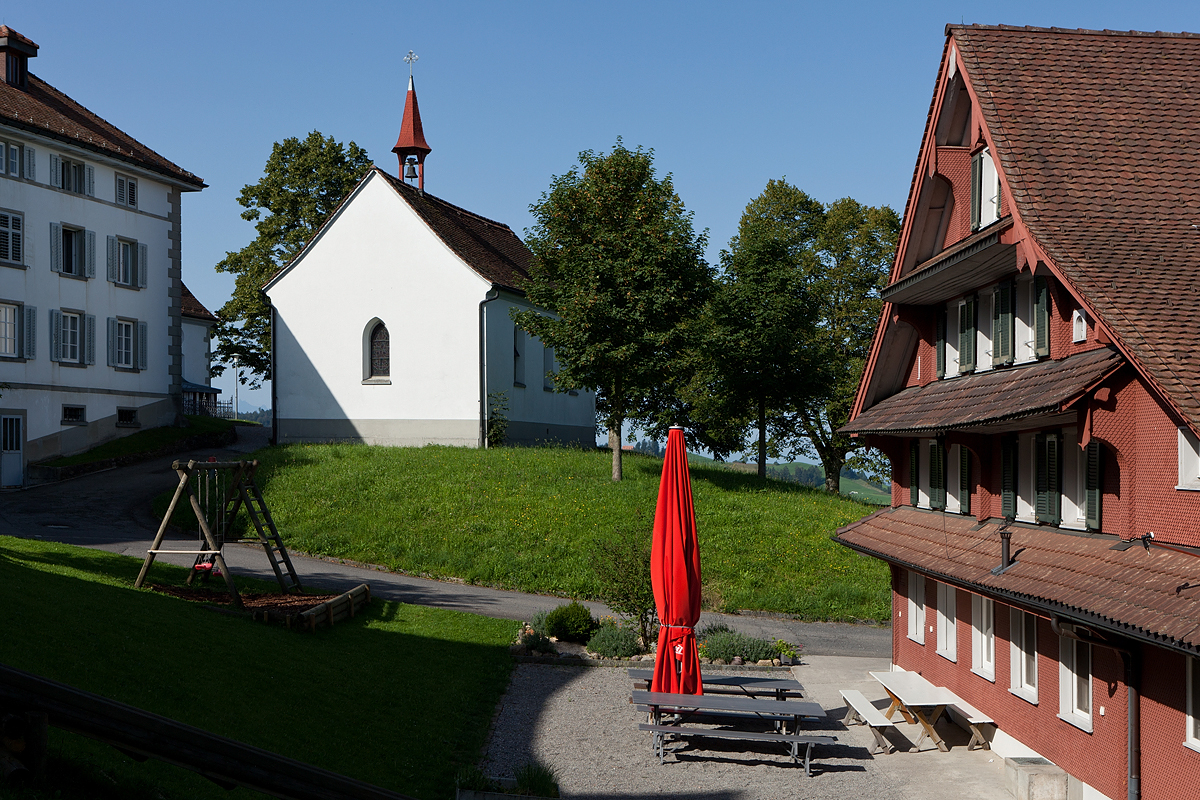
Restaurant und Kapelle Gubel
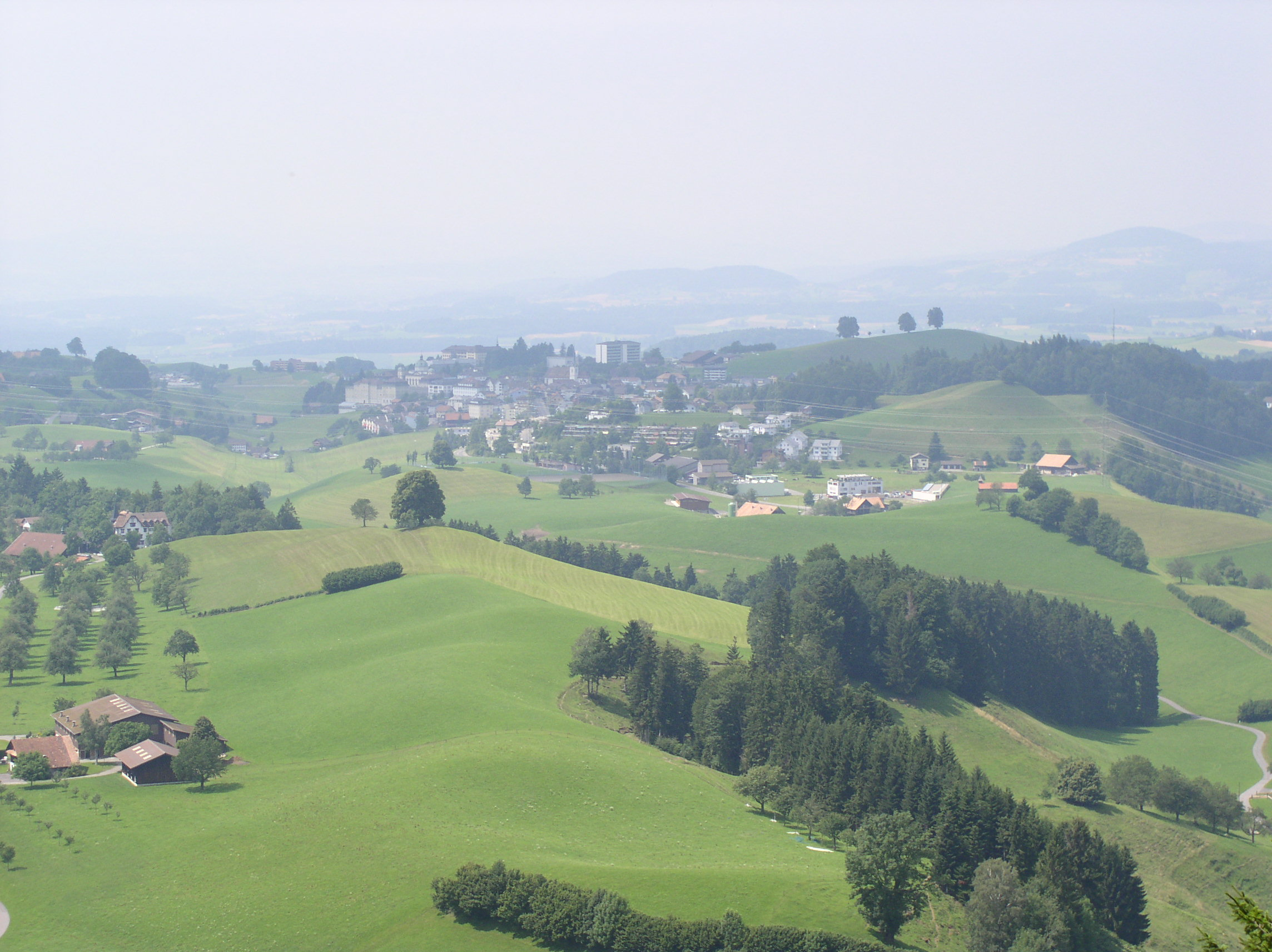
Menzingen aus der Ferne
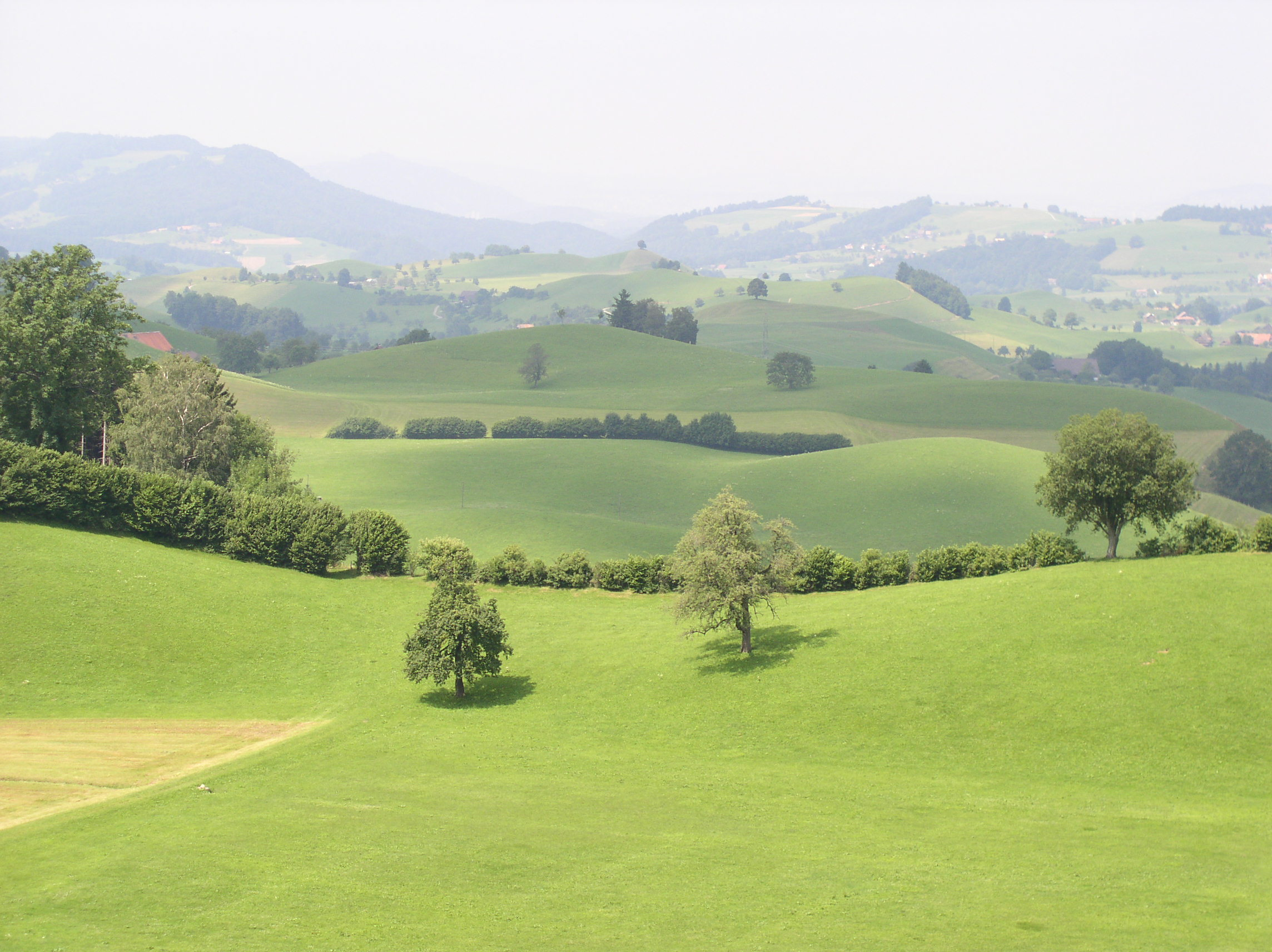
Moränenlandschaft um Menzingen
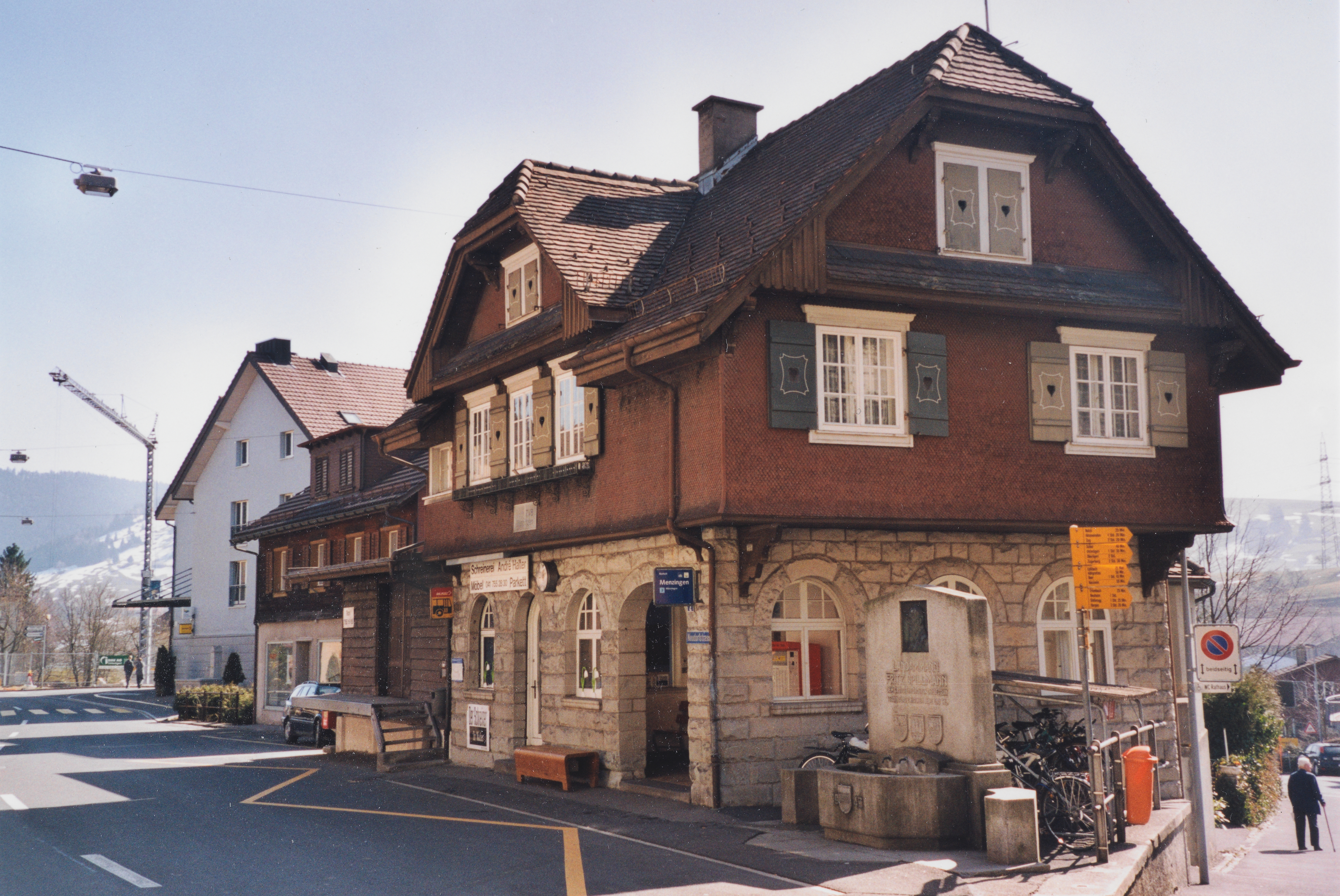
Bushaltestelle (2003), vor 1953 Station der Elektrischen Strassenbahnen

## Persönlichkeiten
- Benedikt Staub (1617–1672), Abt des Zisterzienserklosters Wettingen
- Mauriz von Menzingen (1654–1713), Ordensoberer im Kapuzinerkloster Andermatt
- Salesia Strickler (1834–1898), Ordensfrau
- Philipp Etter (1891–1977), Bundesrat
- Josef Stierli (1913–1999), Kirchenhistoriker und Leiter des Jesuiten-Bildungshauses
- Christian Staub (1918–2004), Fotograf
- Bruno Pezzatti (* 1951), Nationalrat
- Peter Hegglin (* 1960), Ständerat, alt Regierungsrat
- Tony Rominger (* 1961), Radrennfahrer
- Adrian Uhr (* 1995), Unihockeyspieler